# Leo Elthon
Leo Elthon, född 9 juni 1898 i Fertile i Iowa, död där 16 april 1967, var en amerikansk republikansk politiker. Han var Iowas viceguvernör 1953–1954 och 1955–1957 samt guvernör 1954–1955.
Elthon studerade vid Augsburg Seminary (numera Augsburg College i Minneapolis), Iowa State College och Hamilton University of Business. År 1932 blev han invald i Iowas senat där han satt kvar fram till år 1953 då han tillträdde som viceguvernör. Guvernör William S. Beardsley avled 1954 och efterträddes av Elthon. Han efterträddes 1955 i sin tur av Leo Hoegh. Elthon var sedan viceguvernör under Hoeghs två år som guvernör. Han avled år 1967 och gravsattes på Brushpoint Cemetery i Fertile.